# 갈치

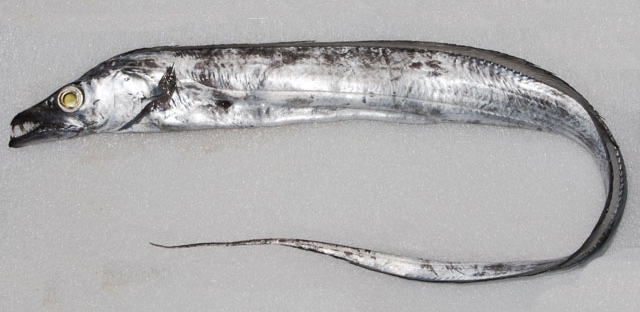

갈치(학명: Trichiurus lepturus)는 고등어목 갈치과의 바닷물고기다. 칼처럼 긴 몸을 가지고 있다는 이유로 도어(刀魚, 都語) 또는 칼치라고도 불린다. 또한 어린 갈치는 풀치라 부른다.

## 외형
몸길이 1m 정도로 몸은 가늘고 길며 납작하다. 꼬리의 끝부분이 길어서 끈과 같은 모양이며, 눈 사이 간격은 평평하다. 입은 크며 아랫부분이 돌출해 있고, 양턱 앞부분의 이빨 끝은 갈고리 모양이다. 배지느러미·꼬리지느러미·허리뼈는 없으며, 등지느러미는 길어서 등표면을 모두 덮고 있다. 뒷지느러미는 작은 돌기 모양이다. 비늘이 없으며 옆선은 가슴지느러미 위쪽으로 기울어져 있고 몸빛깔은 은백색이다.

## 서식 및 산란
대륙붕의 모래진흙 바닥에 서식하며, 주로 밤에 활동하고 산란기는 봄이다. 갈치는 급한 경우를 제외하고는 머리를 세운 상태로 헤엄치며 가끔 머리를 아래위로 움직여 'W'자 모양을 그린다. 산란기는 8-9월경이며 육식성으로 플랑크톤 및 정어리·전어·오징어 등을먹는다.

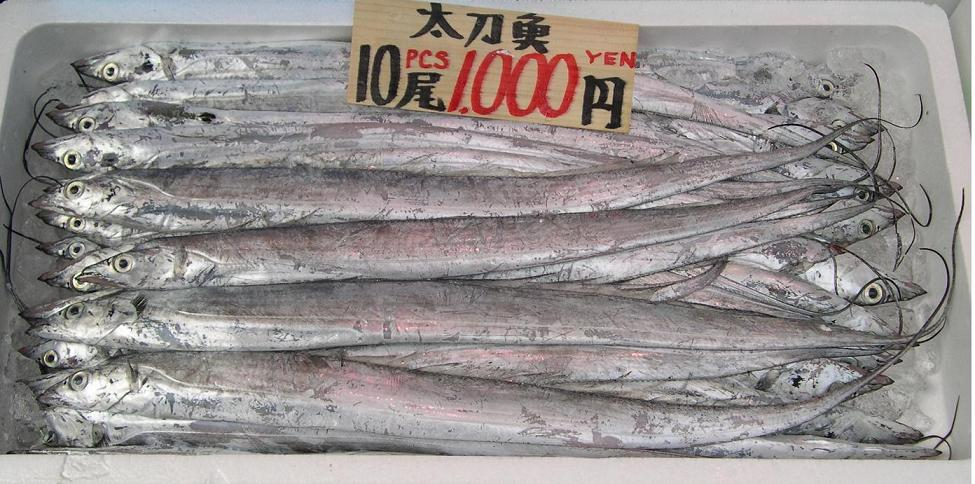
어물전에서 팔려나가는 갈치.

## 제철
한국에서 갈치가 가장 맛있는 시기는 7월부터 10월 사이이다.

## 식용 방법
- 갈치구이
- 갈치회
- 갈치조림
- 갈치찌개

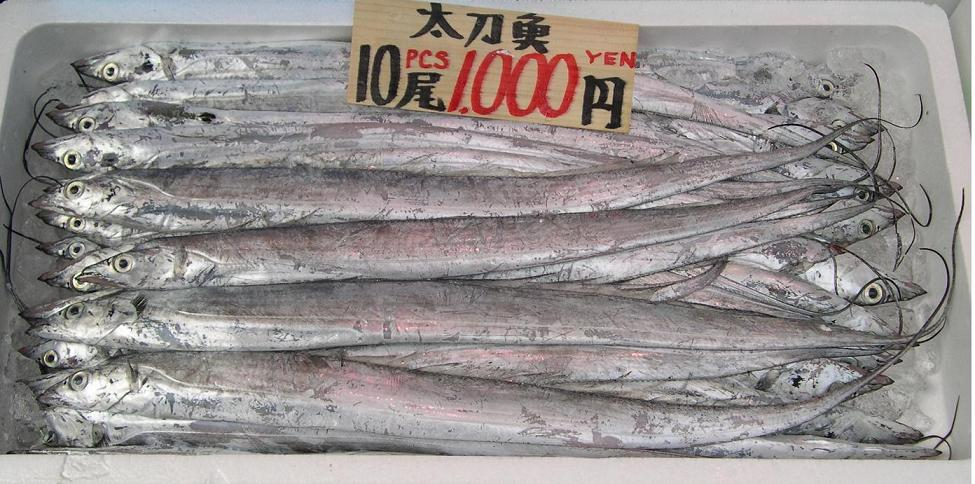
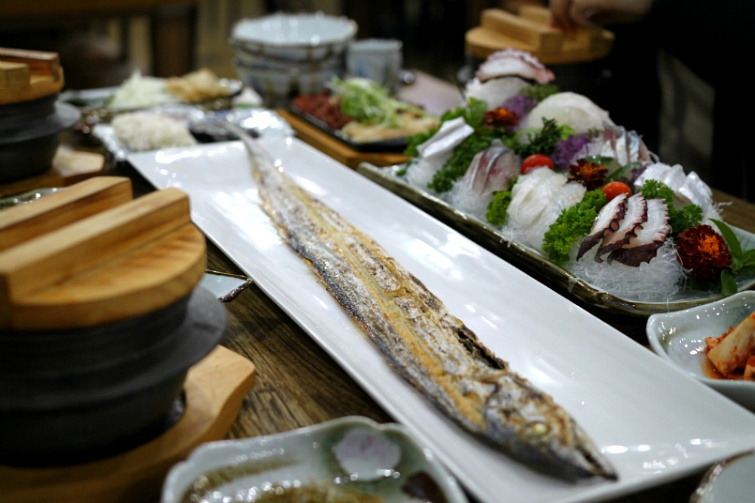
갈치 구이
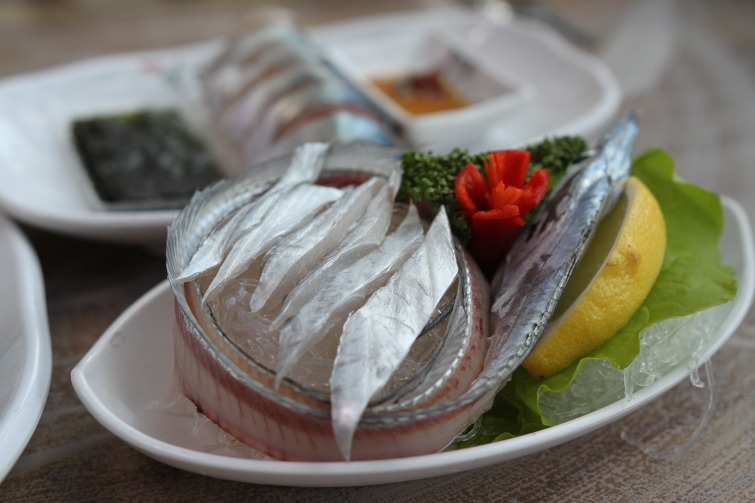
갈치회
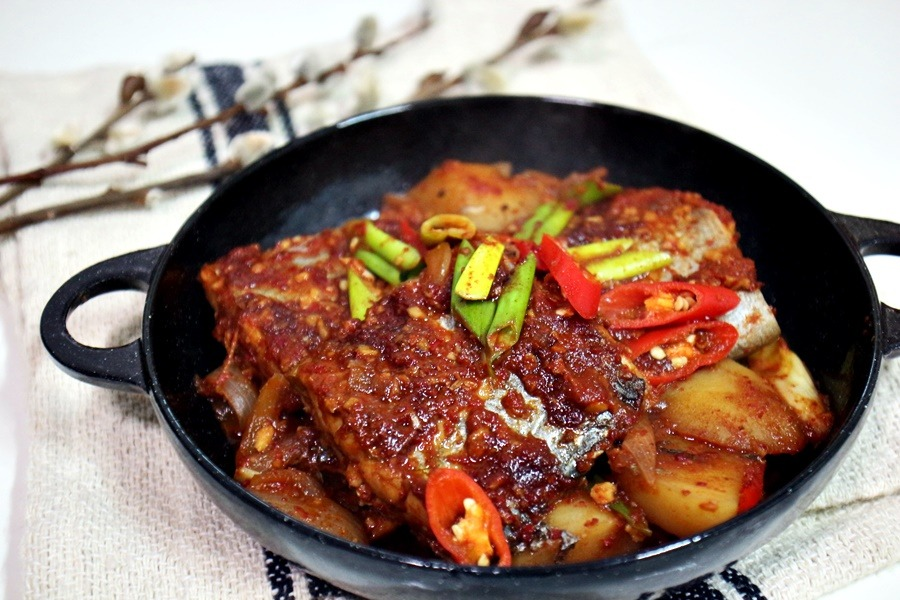
갈치조림

## 참고 문헌
- 이 문서에는 다음커뮤니케이션(현 카카오)에서 GFDL 또는 CC-SA 라이선스로 배포한 글로벌 세계대백과사전의 내용을 기초로 작성된 글이 포함되어 있습니다.